# Ischnopteris prognata
Ischnopteris prognata är en fjärilsart som beskrevs av Paul Dognin 1923. Ischnopteris prognata ingår i släktet Ischnopteris och familjen mätare. Inga underarter finns listade i Catalogue of Life.